# Costa Rica nos Jogos Pan-Americanos de 2015
A Costa Rica competiu nos Jogos Pan-Americanos de 2015 em Toronto de 10 a 26 de julho de 2015. O país competiu em 9 esportes com 77 atletas e conquistou uma medalha de bronze.